# Nenad Raković
Nenad Raković (serbisch-kyrillisch Ненад Раковић; * 24. März 1986 in Belgrad, SFR Jugoslawien) ist ein ehemaliger serbischer Eishockeyspieler, der den Großteil seiner Karriere beim HK Partizan Belgrad in der serbischen Eishockeyliga verbrachte. Seit 2018 ist er Generalmanager beim KHK Roter Stern Belgrad.     

## Karriere
Nenad Raković begann seine Karriere als Eishockeyspieler in seiner Heimatstadt in der Nachwuchsabteilung des KHK Roter Stern Belgrad. 2003/04 spielte der Stürmer für den HDK Maribor in der slowenischen U-20-Liga. Anschließend war er von 2005 bis 2008 wieder bei seinem Stammverein in der serbischen Liga aktiv. Parallel nahm er zudem in der Spielzeit 2007/08 mit seiner Mannschaft an der multinationalen pannonischen Liga teil. Zur Folgesaison wechselte er zum HK Partizan Belgrad und spielte für das Team ebenfalls in der serbischen Eishockeyliga und der pannonischen Liga. Nach Auflösung der pannonischen Liga nahm Raković mit seinem Klub bis 2012 an der slowenisch geprägten Slohokej Liga teil, die das Team 2011 und 2012 für sich entscheiden konnte. Zudem gewann er mit Partizan 2010, 2011, 2012, 2013, 2014, 2015 und 2016 den serbischen Meistertitel. 

### International
Für Serbien und Montenegro nahm Raković an den Division-II-Wettkämpfen der U-18-Weltmeisterschaften 2003 und 2004 sowie der U-20-Weltmeisterschaften 2004, 2005 und 2006 teil. 
Im Herrenbereich debütierte Raković international bei der Division II der Weltmeisterschaft 2006 in der serbisch-montenegrinischen Auswahl. Anschließend war er für die serbische Mannschaft aktiv und spielte mit ihr 2007, 2008, 2011, 2012, 2013, 2014, 2015 und 2016 in der Division II. Zudem nahm er für Serbien an den Qualifikationsturnieren für die Olympischen Winterspiele in Vancouver 2010 in  Sotschi 2014 und in Pyeongchang 2018 teil.

### Nach der Spielerkarriere
Noch in seinem letzten aktiven Jahr beim HK Partizan Belgrad war er für den Klub als Generalmanager aktiv. Anschließend ging er für ein Jahr nach Kanada, wo er als Assistenztrainer der Windsor Aces in der Greater Metro Hockey League tätig war. 2018 kehrte er nach Serbien zurück und arbeitet dort als Generalmanager des KHK Roter Stern Belgrad.

## Erfolge und Auszeichnungen
- 2010 Serbischer Meister mit dem HK Partizan Belgrad
- 2011 Serbischer Meister mit dem HK Partizan Belgrad
- 2011 Gewinn der Slohokej Liga mit dem HK Partizan Belgrad
- 2012 Serbischer Meister mit dem HK Partizan Belgrad
- 2012 Gewinn der Slohokej Liga mit dem HK Partizan Belgrad
- 2013 Serbischer Meister mit dem HK Partizan Belgrad
- 2014 Serbischer Meister mit dem HK Partizan Belgrad
- 2015 Serbischer Meister mit dem HK Partizan Belgrad
- 2016 Serbischer Meister mit dem HK Partizan Belgrad

## Slohokej Liga-Statistik
(Stand: Ende der Saison 2011/12)